# Guerre civile entre centralistes et fédéralistes
Batailles
m
- Ventaquemada (es)
- San Victorino (es)
- Santafé de Bogotá (es)
- Carthagène des Indes (es)

La guerre civile entre fédéralistes et centralistes est une succession d'affrontements armés entre les indépendantistes de la Nouvelle-Grenade (actuelle Colombie), entre 1812 et 1814. C'est à cause de ce conflit que cette période de l'histoire colombienne est appelée par l'historiographie nationale la « Patria Boba » (littéralement « patrie stupide » ou « ingénue »). 

## Contexte

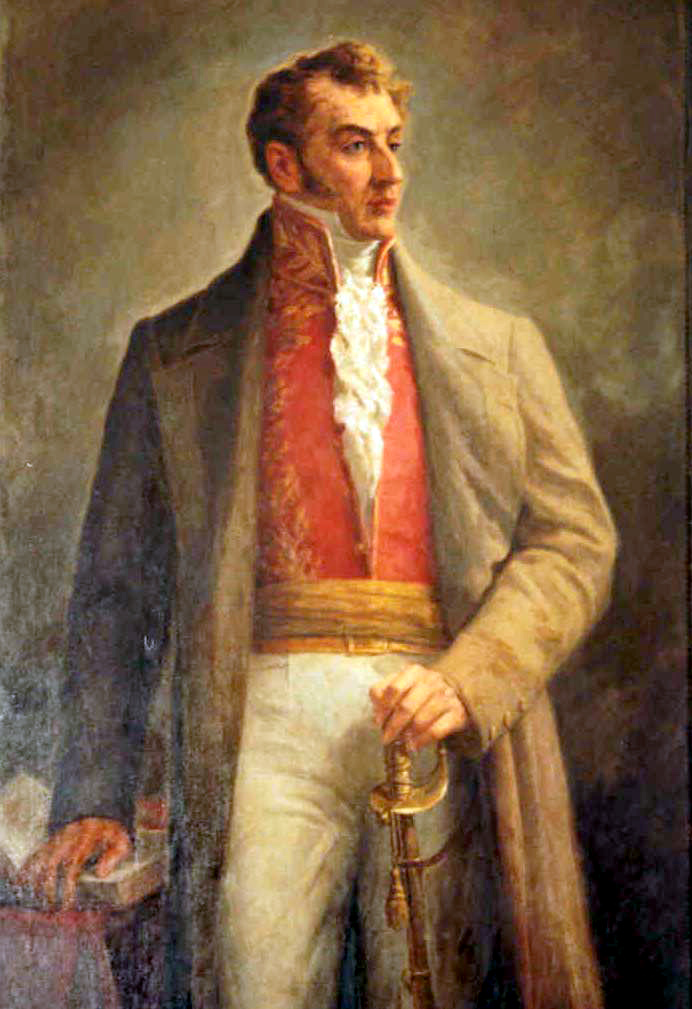
Antonio Nariño, président et commandant des troupes du Cundinamarca.

Le 27 novembre 1811 est créée la fédération des Provinces-Unies de Nouvelle-Grenade. Participent au congrès fondateur les provinces d'Antioquia, Carthagène, Pamplona, Neiva et Tunja. 
En raison de la constitution centraliste de Cundinamarca (nom qu'a pris la province de Bogota), les fédéralistes sont réticents à intégrer cet État à la fédération. Cette méfiance provoque une division entre deux camps : les centralistes, menés par Antonio Nariño et controlant le gouvernement de Cundinamarca, et les fédéralistes, dirigés depuis Tunja par Camilo Torres en qualité de président du Congrès des Provinces-Unies.
Cundinamarca annexe en 1811 la province de Mariquita et une partie de la province de Neiva, ce qui produit des tensions avec les autres provinces de Nouvelle-Grenade, résolue le 18 mai 1812 par un traité de paix reconnaissant les annexions de Cundinamarca et établit une future capitale fédérale sous la juridiction d'aucun État, permettant l'entrée de Cundinamarca dans la fédération. Toutefois, le 8 octobre 1812, le gouvernement fédéral ordonne à Antonio Nariño, président de Cundinamarca, d'adapter la législation de l'État au pacte fédéral, ce qu'il refuse.

## Déroulement
Le conflit de la fédération avec Nariño déclenche une déclaration de guerre des Provinces-Unies de Nouvelle-Grenade, fédéralistes, qui mène les deux camps vers un affrontement armé. Les combats commencent le 2 décembre 1812, dans une bataille qui a eu dans la ville de Ventaquemada (dans l'actuel département de Boyacá) et la victoire des fédéralistes, composés principalement de troupes de la province de Tunja commandées par Antonio Baraya.

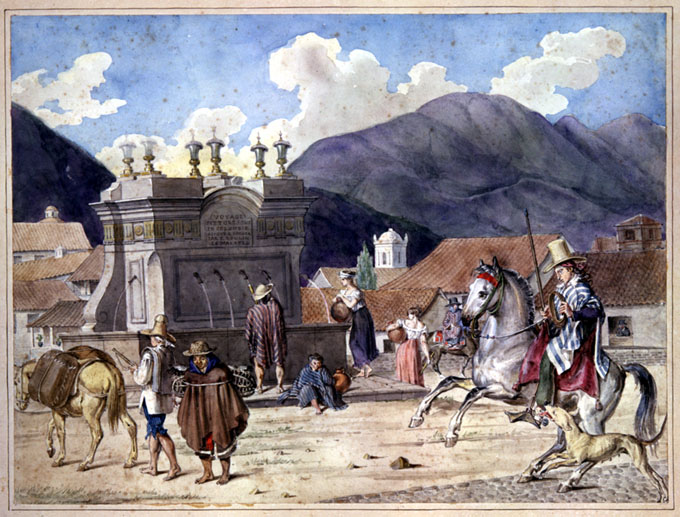
Place de au début du XIXe siècle.

Après la défaite des centralistes d'Antonio Nariño, les troupes fédéralistes d'Antonio Baraya avancent au mois de janvier suivant vers Bogota. Après avoir pris des positions autour de la ville et des points stratégiques comme le cerro de Monserrate, la bataille finale pour le contrôle de la ville est menée le 9 janvier dans quartier de San Victorino (es), favorisant les forces de Nariño qui dispose de 1 500 soldats. Avec le triomphe de Cundinamarca, la guerre prend fin temporairement après que les deux parties aient convenu d'unir leurs forces contre un ennemi commun : les royalistes.

## Soumission de Cundinamarca etReconquista
La trêve est mise à profit par Nariño pour commander une campagne contre les royalistes, qui contrôlent les provinces de Pasto et Popayán. Après quelques victoires, son armée est vaincue dans les ejidos de Pasto et il est fait prisonnier par le gouverneur de Quito Melchor de Aymerich y Villajuana.
Après la capture de Nariño par les troupes royalistes, les fédéralistes reprennent la guerre. Le 12 décembre 1814, Simón Bolívar, sur les ordres du Congrès, prend Santa Fe au nom de la province de Tunja et défait les centralistes du Cundinamarca. En contrepartie de cette action, le Congrès l'autorise à mener une campagne en janvier sur la côte des Caraïbes, où il doit recevoir des armes et des fournitures de Carthagène des Indes pour prendre Santa Marta et libérer le Venezuela.
Le gouvernement patriote de Carthagène des Indes, dominé par Manuel del Castillo y Rada, refuse de le soutenir, c'est pourquoi Bolívar fait le siège de la ville pendant six semaines. Informé de l'arrivée de Pablo Morillo au Venezuela, attaqué par les royalistes à Santa Marta, Bolivar démissionne de son commandement et s'embarque le 9 mai 1815 pour la Jamaïque, tandis que les restes de son armée renforcent la garnison de Carthagène des Indes où ils participent à la défense de la ville contre le siège de Pablo Morillo qui commence le 26 août 1815 et initie la Reconquista du territoire néo-grenadin, achevée dès 1816.